# Parafia Najświętszego Serca Pana Jezusa w Konwaliszkach
Parafia Najświętszego Serca Pana Jezusa w Konwaliszkach – rzymskokatolicka parafia znajdująca się w diecezji grodzieńskiej, w dekanacie Raduń, na Białorusi.

## Historia
Pierwsza informacja o kościele w miasteczku Smolińsk (obecnie Konwaliszki) pojawia się w 1738. Była to wówczas kaplica filialna parafii św. Jana Chrzciciela w Bieniakoniach. Istniała ona do końca XIX w.
W 1808 właściciel Konwaliszek, kanonik miński Mikołaj Jankowski oraz jego siostrzeńcy marszałek szlachty oszmiańskiej Ambroży Jankowski i Alojzy Jankowski ufundowali tu kościół i parafię. Do 1827 była ona prowadzona przez wileńskich księży misjonarzy, a następnie przez duchowieństwo diecezjalne. Posiadała kaplicę filialną w Stokach, co najmniej do II wojny światowej.
Po pożarze świątyni, w latach 1916-1925 wzniesiono obecny kościół.
W latach międzywojennych parafia leżała w archidiecezji wileńskiej, od 1925 w dekanacie Bieniakonie. Przed II wojną światową liczyła ponad 3500 wiernych.
W czasach komunizmu parafia funkcjonowała nieprzerwanie. Od zesłania do łagrów proboszcza bieniakońskiego ks. Dominika Hojlusza do nacjonalizacji kościoła w Bieniakoniach, parafię bieniakońską obsługiwał proboszcz Konwaliszek ks. Apolinariusz Zubielewicz.
Po upadku Związku Sowieckiego parafia została przedzielona białorusko-litewską granicą państwową, co wymusiło zmianę jej granic.